# 몬타에 러셀
몬타에 러셀(Montae Russell, 1969년 1월 1일 ~ )은 미국의 영화 감독, 배우, 연극 배우, 텔레비전 배우, 영화배우이다.
미국에서 태어났다.

## 영화
- 터치 (2015년)
- 스레시홀드 (2005년)
- ER (1994년) - 자드로 역